# Єрмолаєвка (Новосибірська область)
Єрмолаєвка (рос. Ермолаевка) — село у Убінському районі Новосибірської області Російської Федерації.
Входить до складу муніципального утворення Єрмолаєвська сільрада. Населення становить 267 осіб (2010).

## Історія
Згідно із законом від 2 червня 2004 року органом місцевого самоврядування є Єрмолаєвська сільрада.

## Населення
| 2002 | 2007 | 2010 |
| ---- | ---- | ---- |
| 265  | ↗283 | ↘267 |